# シーズクリエイト
シーズクリエイトは、不動産分譲、不動産流通、戸建て、リフォーム事業を行う会社。

1999年7月に設立し、オール電化・屋上緑化・太陽光発電装置などを取り入れた「環境共生型マンション」を首都圏で展開。2005年に本社を東京都渋谷区に移転した。
2006年には、経営環境の変化に迅速に対応した経営を行なうため執行役員制度を導入している。シーズクリエイトのシーズ（C's）には顧客満足（Customer's Satisfaction）の意味が込められている。

## 環境や品質に対する取り組み
2003年3月よりISO 14001環境マネジメントシステムを認証取得。

また、「R1住宅適合状況報告書」を発行することでリノベーションマンションを引き渡す前に、第三者機関であるリノベーション協議会による基準が満たされていることを証明している。

さらに万が一の事故に備え、第三者機関である日本住宅保証検査機構（JIO）が発行するJIO既存住宅瑕疵保険の保証証明書を提出している。

なお、リノベーション協議会とは、リノベーションに関するあらゆる事業者が横断的に集まった団体で、リノベーションに関する技術や品質の標準化、優良なリノベーション住宅の普及、浸透を推進する一般社団法人。

またR1住宅は、区分所有マンションの専有部を対象としたリノベーションの基準に適合した住宅のこと。

## ホームエージェントクラブ
資金計画から物件探し、物件の引き渡し、そしてアフターサービスまでをトータルでサポートしているサービス。

ニューヨークスタイル、ミラノスタイル、ジャパニーズスタイル、北欧スタイルの４つのスタイルを基本仕様とするリノベーションブランド「リカルド」と、天然素材を用いて環境に配慮したリフォームブランド「ロハスデザイン」を都内中心に展開している。ロハスとは、Lifestyles Of Health And Sustainabilityのことで、心身の健康を優先し、地球環境との共生を考えるスタイルである。

## 投資用不動産
リンクス（LINQS）シリーズを展開している。リンクスは、安心安全のLivable、高利回りのInvestment、基本品質のQuality、管理体制のSupervisionの頭文字から取られ、これら4つをテーマとして追求している。練馬区、板橋区、杉並区、豊島区、港区、中野区などに物件を保有。2019年9月に東京スター銀行を含む3行の金融機関が、シーズクリエイト向けにシンジケートローンを組成したことで、シーズクリエイトは外部資金調達力を強化している。本件は、シーズクリエイトが進める原宿エリアのマンション開発を行う上での資金として、東京スター銀行がアレンジャーを務めている。

## 沿革
- 1999年
  - 7月 - 東京都新宿区にリビングクリエイト株式会社設立
  - 8月 - 宅地建物取引業者免許（東京都知事）を取得
  - 9月 - 一級建築士事務所登録（東京都知事）
  - 10月 - 販売代理業務を開始
- 2000年9月 - 現商号に変更。東京都渋谷区桜丘町に本社を移転
- 2001年
  - 4月 - 建築工事業の免許を取得
  - 5月 - 自社ブランドマンションの分譲事業を開始
  - 8月 - 特定建設業の免許を取得
- 2002年5月 - 宅地建物取引業者免許（国土交通大臣）を取得。
- 2003年3月 - ISO14001を本社にて取得
- 2004年
  - 2月4日 - 株式を店頭登録
  - 12月 - 東京証券取引所第2部に上場
- 2005年11月 - 東京都渋谷区神宮前に本社を移転
- 2006年5月 - 東証1部に指定替え、子会社「シーズマナーナ株式会社」を設立
- 2008年
  - 9月26日 - 民事再生手続開始の申立て実施、10月27日に上場廃止
  - 12月 - 本社を渋谷区広尾に移転。リノベーション事業「シーズリカルド」シリーズ発売
- 2009年
  - 4月 - 買取再販事業開始。
  - 10月 - リノベーション事業を開始。
- 2010年
  - 1月 - 戸建分譲事業を開始
  - 4月 - 民事再生手続終結
  - 9月 - 適合証明業務開始
- 2011年11月 - 賃貸マンションの分譲化事業を開始
- 2013年7月 - 本社を東京都渋谷区渋谷に移転
- 2014年
  - 4月 - 投資用賃貸住宅事業を開始
  - 9月 - 投資用賃貸住宅事業「シーズリンクス」シリーズ発売
- 2016年5月 - 宅地建物取引業者免許（東京都知事）換え
- 2017年5月 - 不動産マッチングサイト「Home Agent Club」開設
- 2021年2月 - 株式をTOKYO PRO Marketへ再上場。証券コードは上場廃止前と同じ8921

## ブランド名
- シーズガーデン（郊外型ファミリーマンション）
- シーズスクエア（都心型ファミリーマンション）
- シーズクロノス（都心型コンパクトマンション）
- シーズリカルド（リノベーションマンション）
- シーズリンクス（投資用賃貸マンション）